# Torrequemada (kommunhuvudort)
Torrequemada är en kommunhuvudort i Spanien.   Den ligger i provinsen Provincia de Cáceres och regionen Extremadura, i den centrala delen av landet, 250 km sydväst om huvudstaden Madrid. Torrequemada ligger 440 meter över havet och antalet invånare är 611.
Terrängen runt Torrequemada är platt. Runt Torrequemada är det ganska glesbefolkat, med 24 invånare per kvadratkilometer. Närmaste större samhälle är Cáceres, 17,8 km nordväst om Torrequemada. Trakten runt Torrequemada består till största delen av jordbruksmark.